# بيوتي (فلم 2022)
بيوتي (بالإنجليزية: Beauty) هو فيلم أمريكي 2022، من إخراج أندرو دوسونمو، من سيناريو لينا وايت، تم عرضه لأول مرة في مهرجان تريبيكا السينمائي في عام 2022. تم إصداره على نتفليكس في 29 يونيو 2022.

## روابط خارجية
- مقالات تستعمل روابط فنية بلا صلة مع ويكي بيانات